# Hugh Neilson
Hugh Edwin Beaumont Neilson (Glasgow, 5 de maig de 1884 – Glasgow, 16 d'octubre de 1930) va ser un jugador d'hoquei sobre herba escocès que va competir a principis del segle xx.
El 1908 va prendre part en els Jocs Olímpics de Londres, on va guanyar la medalla de bronze en la competició d'hoquei sobre herbal, com a membre de l'equip escocès.